# Strada statale 654 di Val Nure
La strada statale 654 di Val Nure (SS 654) è una strada statale italiana che attraversa i territori di tre province: Piacenza e Parma in Emilia-Romagna e la città metropolitana di Genova in Liguria.
Valicando passi montani a oltre 1500 m s.l.m. di quota, prima della riclassificazione a strada statale era la strada provinciale che toccava la quota più elevata dell'Appennino ligure.

## Percorso
La strada ha inizio nella periferia della città di Piacenza, dove inizia anche la strada statale 45 di Val Trebbia, che collega Piacenza con Genova. Nei pressi dell'origine la strada si raccorda per mezzo di una rotonda con la tangenziale cittadina. Con percorso prevalentemente rettilineo, a sede stradale piuttosto ampia, la strada lambisce la frazioni di San Bonico di Piacenza e Gariga di Podenzano prima di giungere in quest'ultimo capoluogo comunale, posto 8 km a sud di Piacenza, a (118 m s.l.m.. Superato Podenzano, la strada tocca il caratteristico borgo di Grazzano Visconti e perviene a Vigolzone, comune posto in corrispondenza delle prime pendici collinari della val Nure attraversato longitudinalmente dalla strada lungo la quale si trovano il capoluogo e le principali frazioni.

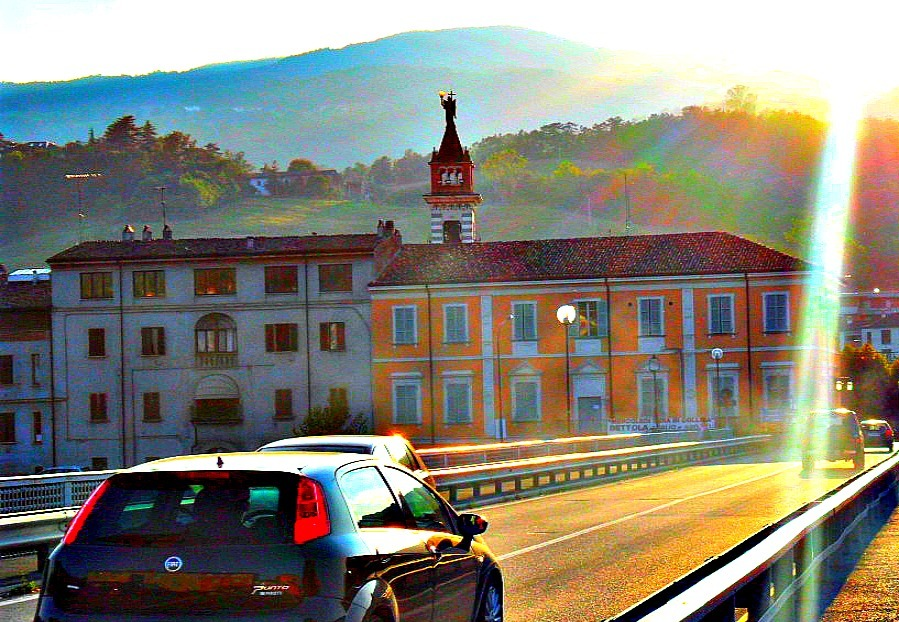
Il ponte sul Nure a Bettola

Oltrepassato il territorio comunale di Vigolzone la strada raggiunge Ponte dell'Olio (216 m s.l.m., 21,7 km da Piacenza) dove viene attraversato per la prima volta il Nure. Superato il centro abitato la strada procede, con tracciato rettificato, sulla ex sede della ferrovia Piacenza-Bettola, sulla sponda destra del Nure, sino a Bettola (329 m s.l.m., 34 km da Piacenza), principale centro di riferimento della media e alta valle; lungo questo tratto è ancora presente il precedente tracciato della strada, declassato a strada comunale. Qui si attraversa il Nure per la seconda volta, mentre la valle inizia gradualmente ad assumere caratteristiche montane.
Superato il centro abitato di Bettola, la strada alterna un tratti in salita a tratti in discesa, nel quale sono presenti anche due tornanti, fino a che, oltrepassata la frazione di Maiolo, la strada si assesta su una costa sopraelevata rispetto al corso del Nure, proseguendo in falsopiano, prima a salire e poi a scendere, fino a Farini (424 m s.l.m., 43 km da Piacenza).
Oltrepassato il paese di Farini, dove viene attraversato nuovamente il corso del Nure, la strada continua a salire con pendenze modeste superando un tratto ricco di curve, per poi raggiungere, a seguito di un tratto sostanzialmente in piano al bivio con la strada che conduce al passo delle Pianazze, nei pressi del quale, in località Cantoniera, il Nure viene attraversato per la quarta volta, entrando nel territorio comunale di Ferriere per mezzo di un ponte costruito tra il 1920 e il 1925 e considerato un bene di interesse storico da parte della regione Emilia-Romagna. Oltrepassato il torrente, la strada riprende a salire fino alla frazione di Bosconure, proseguendo poi in falsopiano fino a Ponte Nano dove si supera il Nure sull'omonima infrastruttura. Dopo aver proseguito ancora in leggera ascesa, la strada raggiunge sino a Ferriere (626 m s.l.m., 55,5 km da Piacenza), dove il Nure viene attraversato per l'ultima volta; dal centro dell'abitato si dirama la strada che, valicato il passo del Mercatello, giunge a Marsaglia, capoluogo del comune di Corte Brugnatella, posto sul percorso della strada statale 45 di Val Trebbia.

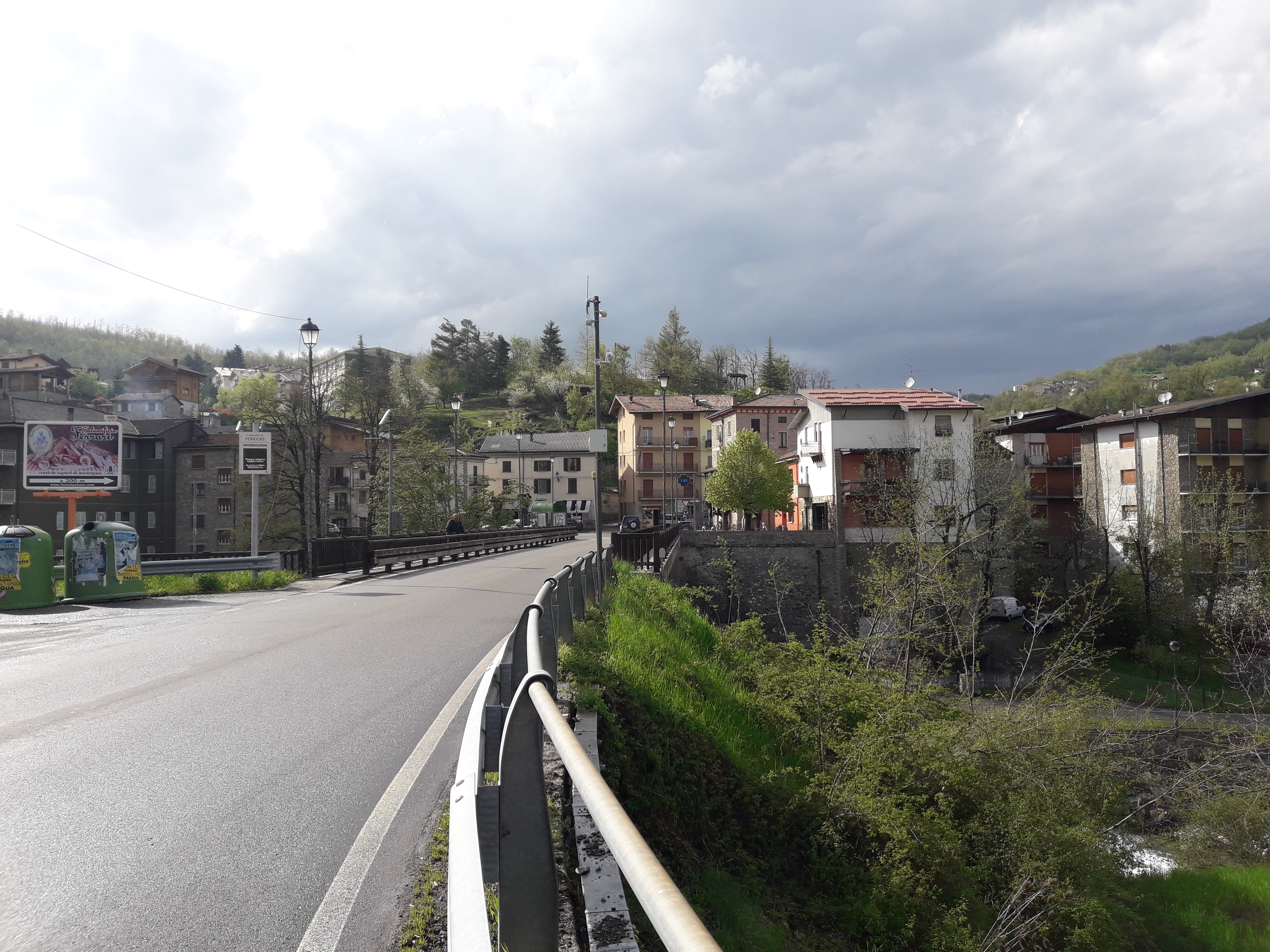
Il ponte sul Nure a Ferriere

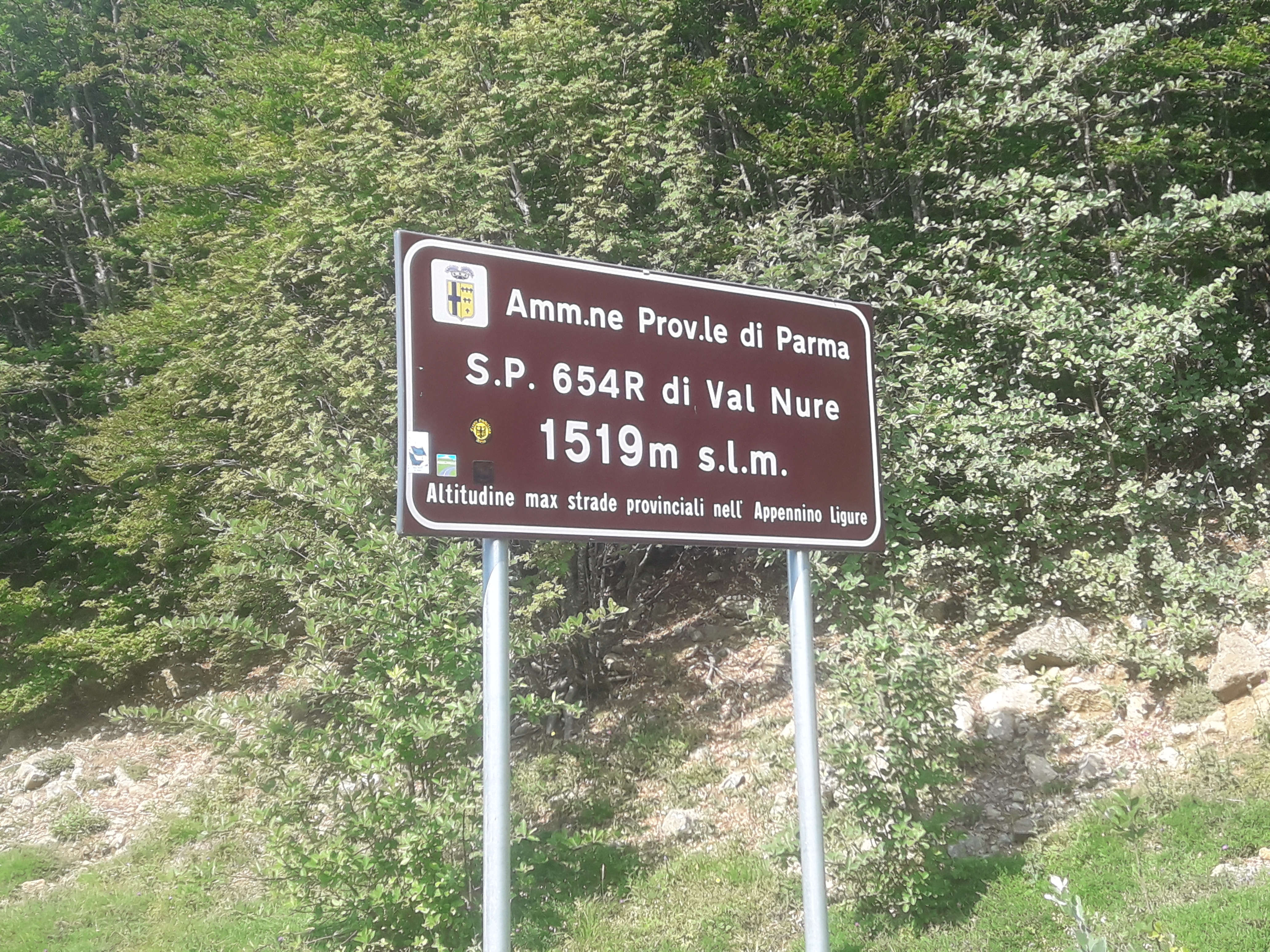
Il cartello indicante il punto in cui la strada raggiunge la massima altezza raggiunta da strade provinciali nell'Appennino Ligure

Da Ferriere, ultimo comune della valle, la strada inizia a salire con una pendenza maggiore, delineando un percorso caratterizzato da una serie di curve che tocca le frazioni ferrieresi di Folli (652 m s.l.m.), Casalcò (791 m s.l.m.) e Gambaro (864 m s.l.m.), superata la quale la strada aggira in un tratto di sostanziale falsopiano una piccola valle laterale. Ritornata nella vallata maggiore la strada torna a salire e, dopo aver oltrepassato due tornanti, raggiunge Selva (1107 m s.l.m.), nel cui centro abitato la strada forma un ulteriore tornante. Oltrepassata la frazione la strada continua a salire aggirando la porzione terminale della val Nure sino al passo dello Zovallo, valico alto 1405 m s.l.m.) posto sullo spartiacque tra la val Nure e la val Ceno, al confine con la provincia di Parma.
In questo tratto la strada, decisamente ampia considerato che si tratta di un percorso di montagna, continua a salire, a mezza costa sulle pendici orientali del monte Maggiorasca, la cima più alta dell'Appennino ligure. Circa 3 km oltre il passo dello Zovallo si tocca il punto più elevato dell'intero percorso (1519 m s.l.m.), segnalato da un cartello posto dalla provincia di Parma, prima di scendere al passo del Tomarlo (1494 m s.l.m., 76 km da Piacenza), punto d'incontro con la strada provinciale che sale dalla valle del Ceno.
Valicato il passo, la strada entra in territorio genovese, nell'alta val d'Aveto. Scendendo, perviene a Santo Stefano d'Aveto (1017 m s.l.m., 84 km da Piacenza), sul versante opposto del monte Maggiorasca. Da Santo Stefano, con percorso tortuoso e a saliscendi, si arriva infine a Rezzoaglio (700 m s.l.m., 97 km da Piacenza), località posta nel fondovalle, dove la strada si innesta nella strada statale 586 della Valle dell'Aveto.

## Storia
Con il decreto del Ministro dei lavori pubblici n. 1118 dell'8 giugno 1987 avvenne la classificazione della strada mutuando il percorso dalla strada provinciale 146 di Val Nure, dalla strada provinciale 81 e dalla strada provinciale 28 del Tomarlo, con i seguenti capisaldi di itinerario: "Innesto s.s. n. 45 a Piacenza - Bettola - S. Stefano d'Aveto - innesto s.s. n. 586 a Rezzoaglio".
In seguito al decreto legislativo n. 112 del 1998, dal 2001 la gestione del tratto emiliano passò dall'ANAS alla Regione Emilia-Romagna, che trasferì l'infrastruttura al demanio delle province di Piacenza e Parma per le tratte territorialmente competenti; parallelamente la gestione del tratto ligure passò dall'ANAS alla Regione Liguria che trasferì l'infrastruttura al demanio della provincia di Genova.
Nella notte fra il 14 e il 15 settembre 2015 la strada venne pesantemente danneggiata dall'esondazione del Nure, dovuta al forte maltempo, che causò il crollo di un ponte a monte di Ferriere, il danneggiamento del ponte sul Nure a Ponte dell'Olio e la morte di tre persone in seguito al crollo di parte dell'infrastruttura nei pressi della frazione di Recesio di Bettola.
Nell'ottobre 2016 la regione Liguria approvò lo schema di Convenzione con l'ANAS, le province di Savona e La Spezia, la città metropolitana di Genova ed il ministero delle infrastrutture e dei trasporti che prevedeva che 11 strade provinciali precedentemente classificate come strade statali e attraversanti più regioni, tra cui l'ex strada statale 654, venissero classificate come strade di interesse nazionale, passaggio propedeutico ad un ritorno di competenza della strada in capo ad ANAS.
Il 31 luglio 2018, con la sottoscrizione dei verbali di consegna, il tratto ligure della strada tornò in gestione all'ANAS.
Nel gennaio 2020 anche il tratto piacentino della strada venne riclassificato come strada di interesse nazionale, in previsione di un ritorno della competenza dell'ANAS sul tronco della strada, avvenuto poi, così come per il tratto parmense, l'8 aprile 2021 i tratti piacentino.